# Zoë Kravitz

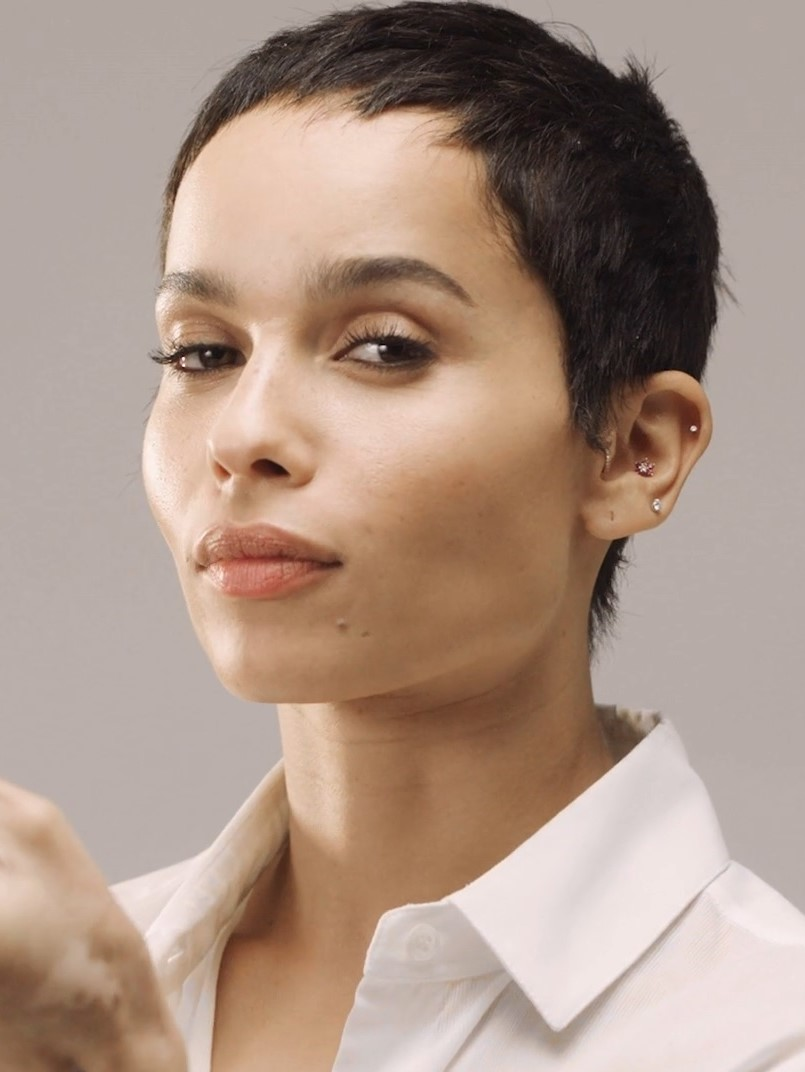
Zoë Kravitz, 2020

Zoë Isabella Kravitz (* 1. Dezember 1988 in Los Angeles, Kalifornien) ist eine US-amerikanische Schauspielerin, Musikerin, Model und Regisseurin.

## Leben und Leistungen
Zoë Kravitz ist die Tochter des Musikers Lenny Kravitz und der Schauspielerin Lisa Bonet. Sie ist von beiden Seiten afroamerikanischer und jüdischer Abstammung.
Sie debütierte als Filmschauspielerin an der Seite von Catherine Zeta-Jones und Aaron Eckhart in der Komödie Rezept zum Verlieben (2007). In dem Thriller Die Fremde in dir (2007) spielte sie an der Seite von Jodie Foster. In der High-School-Komödie Lange Beine, kurze Lügen und ein Fünkchen Wahrheit … (2008) trat sie neben Reece Thompson, Bruce Willis und Mischa Barton auf. In der Komödie Birds of America (2008) spielte sie zusammen mit Matthew Perry, Lauren Graham und Hilary Swank.
2017 wurde sie in die Academy of Motion Picture Arts and Sciences (AMPAS) aufgenommen, die jährlich die Oscars vergibt. Im Jahr 2018 übernahm Kravitz die Rolle der Leta Lestrange im Film Phantastische Tierwesen: Grindelwalds Verbrechen. 2024 brachte sie ihre erste Regiearbeit heraus, den Mystery-Thriller Blink Twice.
Kravitz lebt in New York City, wo sie an der State University Schauspiel studierte. Seit 2019 war sie mit dem US-amerikanischen Schauspielkollegen Karl Glusman verheiratet. Übereinstimmenden Medienberichten zufolge reichte sie Ende 2020 die Scheidung ein. Nach der Scheidung 2021 begann sie eine Beziehung mit Channing Tatum, die im Oktober 2024 endete.
Ihr Vater Lenny Kravitz schrieb den Song Flowers for Zoe als Schlaflied für sie.

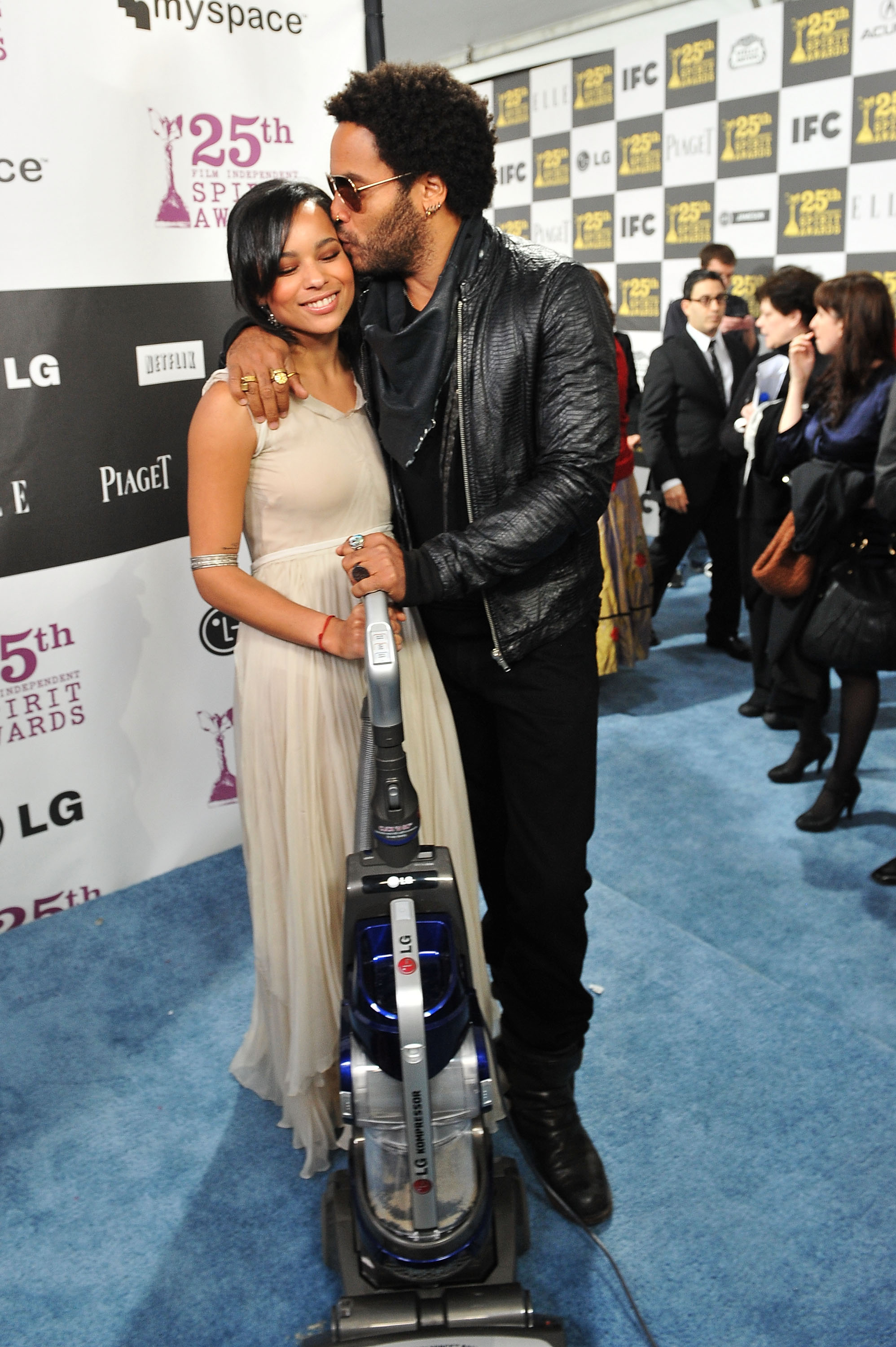
Zoë Kravitz mit ihrem Vater Lenny Kravitz 2010 bei den Spirit Awards

## Filmografie (Auswahl)

### Schauspielerei
- 2007: Rezept zum Verlieben (No Reservations)
- 2007: Die Fremde in dir (The Brave One)
- 2008: Lange Beine, kurze Lügen und ein Fünkchen Wahrheit … (Assassination of a High School President)
- 2008: Birds of America
- 2009: Zeit der Trauer (The Greatest)
- 2010: It’s Kind of a Funny Story
- 2010: Twelve
- 2011: Yelling To The Sky
- 2011: Californication (Fernsehserie, 8 Folgen)
- 2011: X-Men: Erste Entscheidung (X-Men: First Class)
- 2013: After Earth
- 2013: The Boy Who Smells Like Fish
- 2014: The Road Within
- 2014: Good Kill – Tod aus der Luft (Good Kill)
- 2014: Die Bestimmung – Divergent (Divergent)
- 2015: Dope
- 2015: Die Bestimmung – Insurgent (The Divergent Series: Insurgent)
- 2015: Mad Max: Fury Road
- 2016: Die Bestimmung – Allegiant (The Divergent Series: Allegiant)
- 2016: Phantastische Tierwesen und wo sie zu finden sind (Fantastic Beasts and Where to Find Them)
- 2017: The LEGO Batman Movie (Stimme von Catwoman)
- 2017: Gemini
- 2017–2019: Big Little Lies (Fernsehserie, 14 Folgen)
- 2017: Girls’ Night Out (Rough Night)
- 2018: Kin
- 2018: Phantastische Tierwesen: Grindelwalds Verbrechen (Fantastic Beasts: The Crimes of Grindelwald)
- 2018: Spider-Man: A New Universe (Spider-Man: Into the Spider-Verse, Stimme)
- 2020: High Fidelity
- 2022: Kimi
- 2022: The Batman
- 2025: The Studio

### Regisseurin
- 2024: Blink Twice (Regie und Drehbuch)